# Werner Coblenz

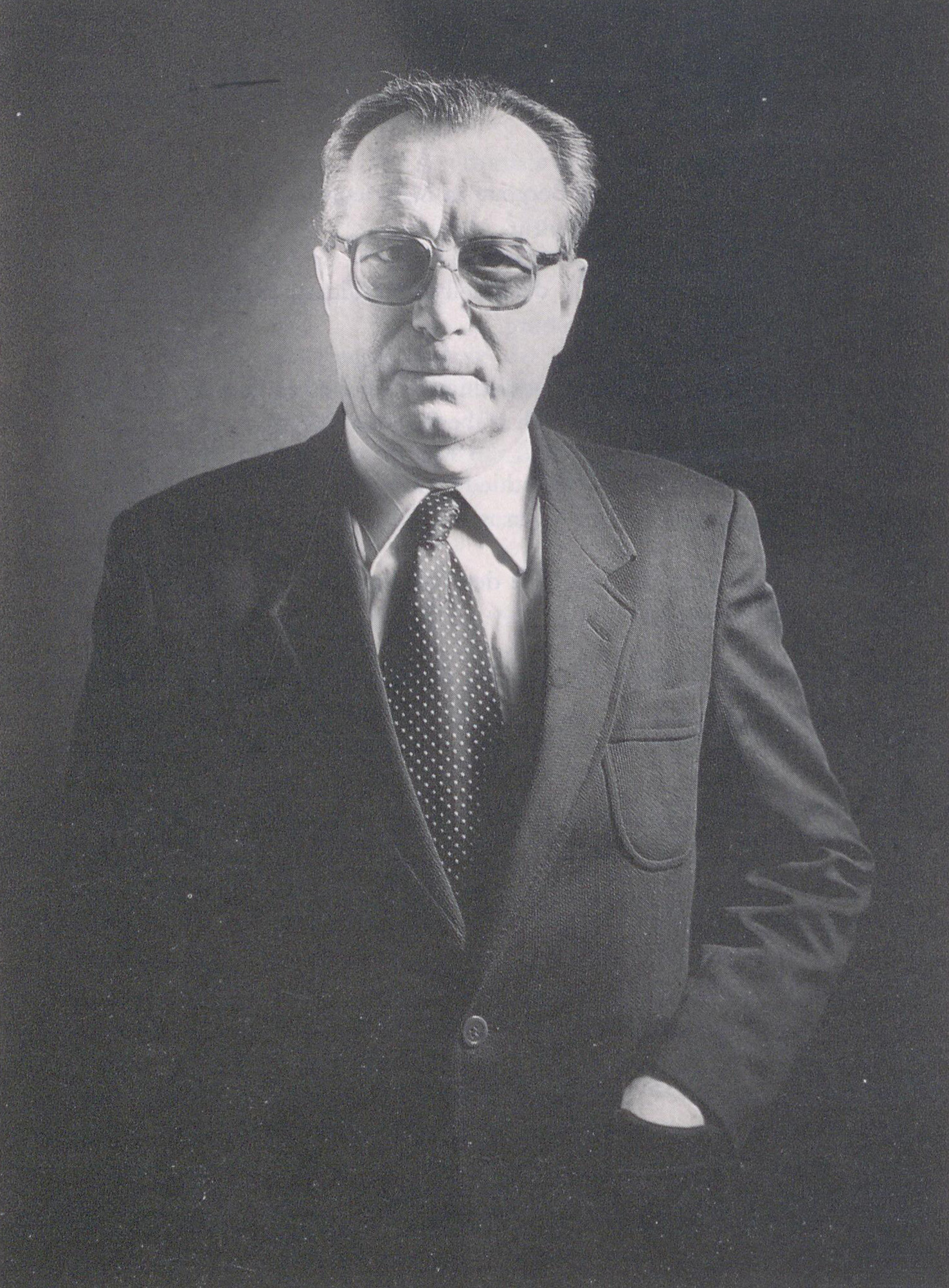
Werner Coblenz (etwa 1980)

Werner Coblenz (* 24. Mai 1917 in Pirna; † 7. Juni 1995 in Kempten (Allgäu)) war ein deutscher Prähistorischer Archäologe, der vorwiegend in Sachsen tätig war.

## Leben
Werner Coblenz absolvierte 1936 sein Abitur und leistete anschließend seinen Reichsarbeitsdienst ab. Noch 1936 begann er mit dem Studium der Vorgeschichte, Geologie, Volkskunde und Anthropologie an den Universitäten Berlin, Wien, Kiel,  Leipzig und Marburg. Er beantragte am 6. November 1939 die Aufnahme in die NSDAP und wurde zum 1. Januar 1940 aufgenommen (Mitgliedsnummer 7.936.861). Er nahm als Soldat am Zweiten Weltkrieg teil und gelangte in sowjetische Kriegsgefangenschaft, aus der er schon 1945 entlassen wurde.
Noch 1945 wurde er wissenschaftlicher Hilfsarbeiter am Landesmuseum für Vorgeschichte Dresden. Im Jahre 1947 promovierte Coblenz bei Gero von Merhart in Marburg über Grabfunde der Mittelbronzezeit Sachsens, Zweitgutachter war Friedrich Matz. Coblenz war am Landesmuseum für Vorgeschichte Dresden tätig, bis 1982 als deren Direktor, das in der DDR auch die Aufgaben der regionalen Bodendenkmalpflege wahrnahm. Von 1980 bis 1982 lehrte er zudem als Honorarprofessor an der Universität Leipzig. 1982 wurde Coblenz pensioniert. Er verstarb während einer Reise.
Coblenz gehörte dem wissenschaftlichen Beirat für Heimatforschung des Instituts für Geographie und Geoökologie der Akademie der Wissenschaften der DDR an und war Mitautor der Reihe Werte unserer Heimat. 1953 wurde er korrespondierendes, 1962 ordentliches Mitglied des Deutschen Archäologischen Instituts. 1963 wurde er Mitglied der Historischen Kommission der Sächsischen Akademie der Wissenschaften, deren ordentliches Mitglied er seit 1972 war. Bis 1980 war Coblenz Vorsitzender des Beirates für Bodendenkmalpflege beim Ministerium für Hoch- und Fachschulwesen der DDR. 1986 wurde er korrespondierendes Mitglied der Bayerischen Akademie der Wissenschaften und 1987 der British Academy. Nach dem Prähistorischen Archäologen ist der Werner-Coblenz-Preis benannt.

## Schriften (Auswahl)
- Grabfunde der Mittelbronzezeit Sachsens (= Veröffentlichungen des Landesmuseums für Vorgeschichte Dresden. (1), ISSN 0070-7201). Dresdner Verlag, Dresden 1952, (Zugleich: Universität Marburg, Dissertation vom 11. Juli 1947).
- Das Gräberfeld von Prositz. Teil 1, Bibliographisches Institut, Leipzig 1955. (Digitalisat: urn:nbn:de:bsz:14-db-id18391955843)
- Zur ältesten Keramik unserer Heimat. In: Sächsische Heimatblätter. Bd. 7, Nr. 2, 1961, S. 79–86.
- Zur Ur- und Frühgeschichte von Land und Burg Meißen (= Meißner Heimat. Sonderhefte. 4, ZDB-ID 253790-4). Deutscher Kulturbund u. a., Meißen 1966.
- als Hrsg.: Arbeits- und Forschungsberichte zur sächsischen Bodendenkmalpflege. Band 14/15, Berlin 1966.
- Die slawische Sumpfschanze von Broha (= Arbeits- und Forschungsberichte zur sächsischen Bodendenkmalpflege. Beiheft. 4, ISSN 0138-4546). Deutscher Verlag der Wissenschaften, Berlin 1969. (Digitalisat: urn:nbn:de:bsz:14-db-id18392678365)
- Kunst und Kunstgewerbe aus der Ur- und Frühgeschichte Sachsens. Deutscher Verlag der Wissenschaften, Berlin 1975.
- Früheisenzeitliche Gräberfelder auf Dresdner Flur (= Kleine Schriften des Landesmuseums für Vorgeschichte Dresden. 5, ISSN 0232-5446). Landesmuseum für Vorgeschichte Dresden, Dresden 1985. (Digitalisat: urn:nbn:de:bsz:14-db-id18396597850)
- Ostro und seine Schanze (= Veröffentlichungen des Museums der Westlausitz Kamenz. Sonderheft. 1991) Museum der Westlausitz, Kamenz 1991, ISBN 3-910018-08-04.
- Inventare Dresdner Gräberfelder aus der frühen Eisenzeit. Landesmuseum für Vorgeschichte, Dresden 1992. (Digitalisat: urn:nbn:de:bsz:14-db-id18396691014)